# PH-BUK

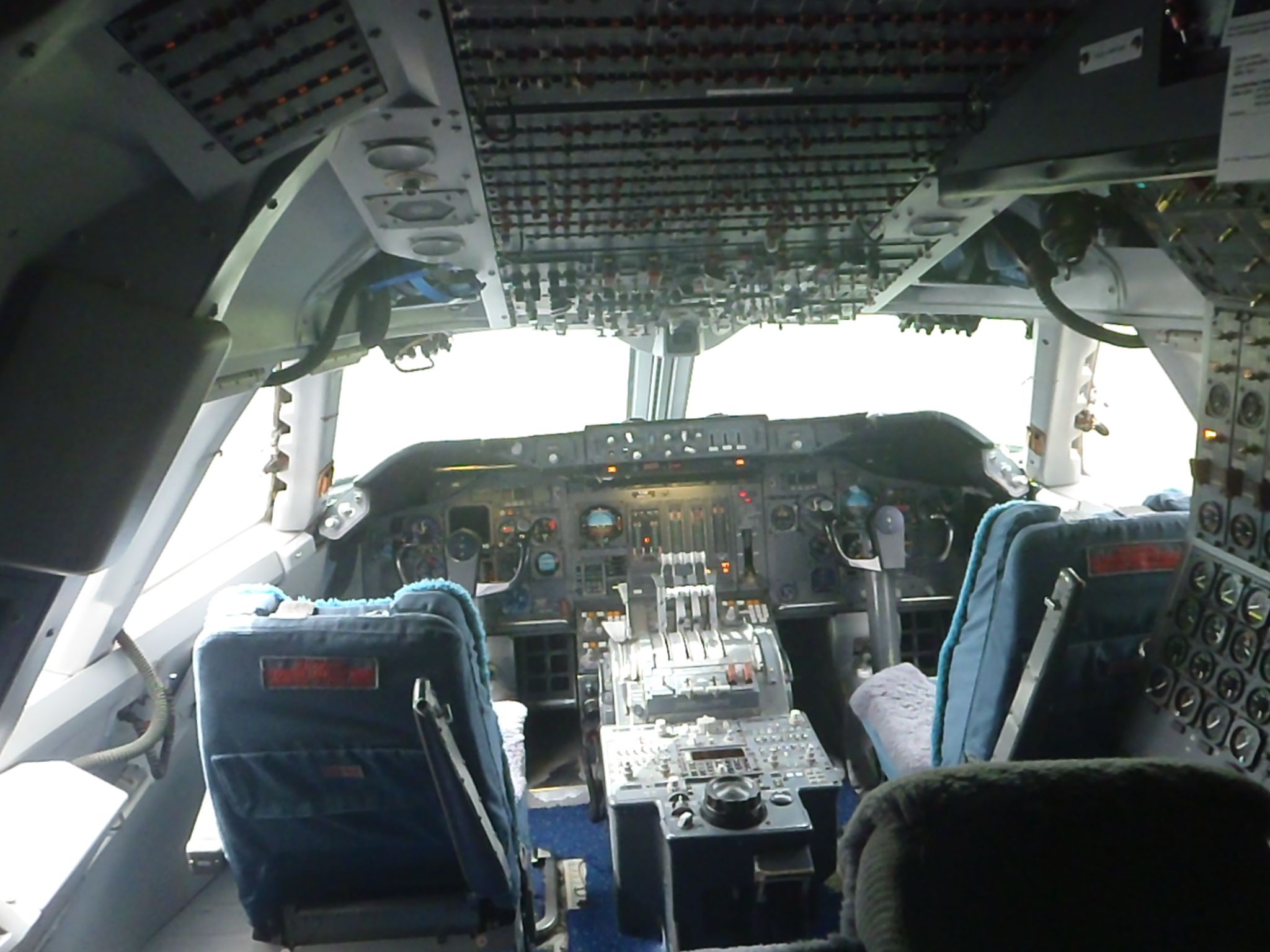
de cockpit van de PH-BUK

De PH-BUK is een Boeing 747 die in 1978 door Boeing werd geleverd aan de KLM, die hem Louis Blériot doopte. Sinds 2004 wordt deze Jumbo Jet tentoongesteld op het buitenterrein van het Themapark Aviodrome. Bezoekers kunnen het toestel ook van binnen bekijken. 
De PH-BUK werd gebouwd als Boeing 747-206B, dus met een kort bovendek (de 'bult' bij de cockpit). Negen jaar later werd het vliegtuig omgebouwd tot een 747-206(SUD) (Stretched Upper Deck- uitgerekt boven dek), waarbij het bovendek werd verlengd. 
In 2004 kocht het Aviodrome dit vliegtuig voor het symbolische bedrag van 1 euro. Het was op dat moment de allerlaatste vliegende Boeing 747 Classic van KLM. Hoewel het toestel op het moment van verkoop nog steeds luchtwaardig was, kon het niet vliegend naar het Aviodrome aangezien Lelystad Airport, waar het Aviodrome gevestigd is, te klein is om zo'n groot vliegtuig veilig te laten landen. Daarom werd hij op Schiphol-Oost ontdaan van motoren, vleugels, staart en stabilo, op een ponton over water vervoerd naar Harderwijk. Daar werd hij met telescoopkranen op een dieplader getakeld, die hem naar het Aviodrome bracht, waar hij weer in elkaar werd gezet. 

## Benaming
KLM-Boeing 747's waarvan het registratienummer met BU begint, droegen óf riviernamen óf namen van luchtvaartpioniers. De Jumbo Jets met riviernamen waren volledige passagiersuitvoeringen. Het betrof de BUA tot en met de BUG en tevens de BUO, BUP en BUR. 
De resterende vliegtuigen met namen van luchtvaartpioniers waren alle Combi-uitvoeringen. Hier ging het om de van BUH tot en met de BUN en de BUT tot en met de BUW. De PH-BUK is dus een “Combi”. Met de naam wordt Louis Blériot geëerd, een Franse vliegtuigbouwer en piloot, die in 1909 als eerste per vliegtuig het Kanaal overstak.

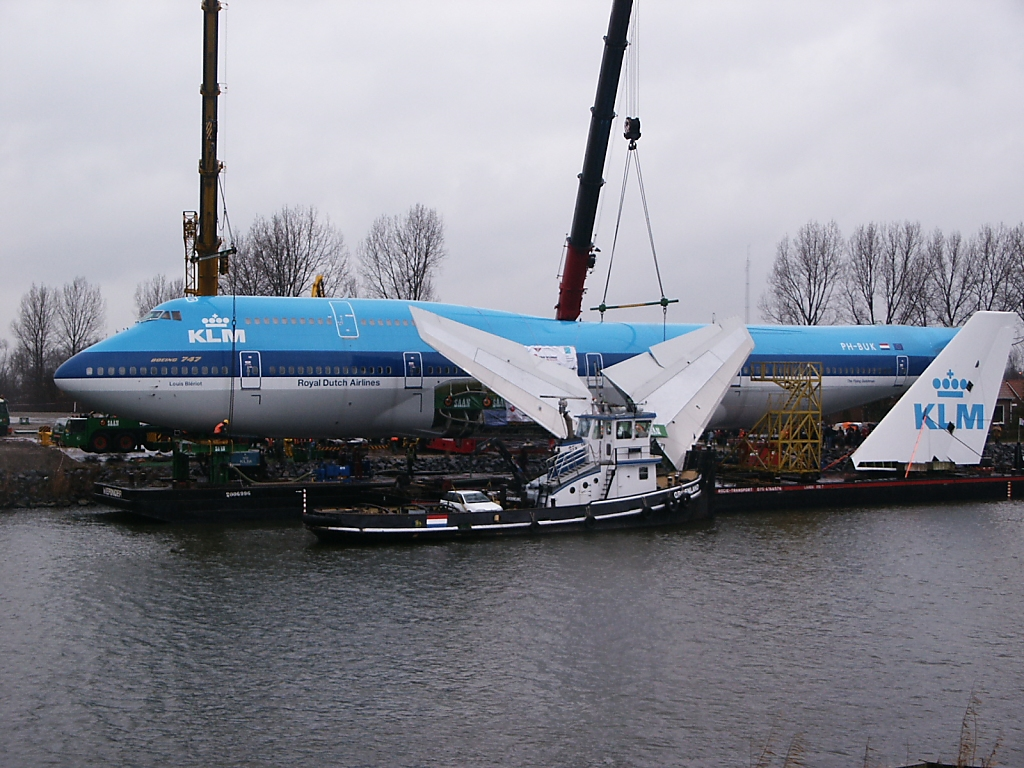
PH-BUK werd bij Harderwijk van het ponton getakeld.